# 소녀들은 황야를 향한다
소녀들은 황야를 향한다(일본어: 少女たちは荒野を目指す, Girls Beyond the Wasteland)는 미나토 소프트가 개발한 비주얼 노벨이다. 마이크로소프트 윈도우용응로 2016년 3월 25일 모든 연령대가 즐길 수 있도록 출시되었다. 애니메이션 텔레비전 시리즈 각색판은 프로젝트 넘버나인이 제작을 맡았으며 사토 다쿠야 (연출가)가 감독을 맡았다. 2016년 1월 첫 방영이 시작되었다.